# 堇柄杨
堇柄杨（学名：Populus violascens）是杨柳科杨属的植物，为中国的特有植物。分布于中国大陆的湖北省等地，常生长在山坡，目前已由人工引种栽培。